# Knight Lore
Knight Lore je počítačová hra vyvinutá a distribuovaná firmou Ultimate Play The Game v roce 1984. Hra je třetím pokračováním v sérii Sabreman, navazuje na dobrodružství v hrách Sabre Wulf a Underwurlde. Ve hře musí Sabreman najít ingredience pro kouzelný lektvar. Hry napsali bratři Tim a Chris Stamper.
Knight Lore je považována za revoluční hru, protože to byla první adventura, která používala pseudo-3D zobrazení světa izometrickým zobrazením. Pro dosažení 3D efektu byl použit zobrazovací engin tvůrci nazvaný Filmation, který zobrazuje herní plochu v samostatných oddělených obrazovkách v izometrickém zobrazení, umožňuje pohyb ve čtyřech vodorovných směrech, skok postav na překážku či přes ni, a posouvání objektů na obrazovce při interakci s postavou.
Ostatní vydavatelé hru často napodobovali, často se o ní mluvilo jako o druhé nejkopírovanější hře hned po WordStaru.

## Hratelnost
Hráč opět hraje za Sabremana a musí najít čaroděje Melkhiora, prohledat hrad Knight Lore, aby získal předměty do jeho kotle. Pokud se hráči podaří sesbírat všechny předměty, o které kotel žádá, v časovém limitu čtyřiceti dní a nocí (herního času), spadne ze Sabremana kletba vlkodlaka, kterou na něj uvrhl Wulf, kterého potkal ve hře Sabre Wulf. V anglickém originále se výraz „vlkodlak“ psal „werewulf“, nikoli správně „werewolf“.
Samotná kletba má v průběhu hry významnou roli, hráč začíná jako Sabreman, ale v noci se přeměňuje na vlkodlaka, jak se střídá herní den a noc (což znázorňuje střídání slunce a měsíce v okénku v pravém dolním rohu herní obrazovky). Při proměně na vlkodlaka nebo zpátky na člověka zažívá Sabreman krátký, ale humorně animovaný záchvat, při kterém se postavička zastaví a je tedy bezbranná na útoky nepřátel. Někteří nepřátelé (včetně kotle samotného Melkhiora) zaútočí na Sabremana, pokud je u nich v podobě vlkodlaka, takže je důležité správné načasování.
Hrad je zobrazen po jednotlivých místnostech, jedna obrazovka odpovídá jedné izometricky zobrazené místnosti, což byl na tehdejší dobu revoluční počin. Mnoho místností vyžaduje šikovnost na plošinovky, zvlášť když se mnoho objektů pohybuje nebo zmizí při našlápnutí. V některých místnostech se pro zdolání překážky musí použít stoly, truhlice nebo dokonce předměty potřebné do kotle.
Mimo skákání na plošinách se ještě musí Sabreman vyhýbat nepřátelům a různým nebezpečím, z nichž bodáky trčící ze země a padající ostnatá koule patří k těm nejjednodušším. Zlomyslné brány s padacími mřížemi stráží mnoho průchodů a často kolem nich pochodují i nepřátelští hlídači. Mnohem nebezpečnější jsou však rychlejší nepřátelé, jako duch Melkhiorova kotle.

## Příběh
Hrdina zakletý do vlkodlaka prochází hradem Knight Lore v naději, že ho může vysvobodit umírající čaroděj Melkhior. Má jen čtyřicet dní a nocí, aby našel přísady do kouzelného lektvaru, který zlomí zakletí, jinak zůstane vlkodlakem navěky.

## Vývoj
Tim Stamper v interview naznačil, že Knight Lore se dokončil ještě před méně pokrokovým dílem Sabre Wulf, ale vydání hry pozdrželi, protože „herní trh pro ni nebyl připraven“.
Tim Stamper o popularitě Knight Lore: „Po jistou dobu jsme drželi tržní pozici číslo jedna, takže z hlediska prodejnosti to nebyl žádný rozdíl. Pořád to byly dobré produkty na svoji dobu. Myslím, že Knight Lore svou dobu předběhl a když se dívám na tržní situaci teď, tak nevidím žádný velký pokrok od té doby, co jsme ho před dvěma lety opustili. Nevím, jestli se vůbec mohlo ještě něco vylepšit.“
Ale toto časové určení někteří zpochybňují kvůli analýze zdrojového kódu rutin, které v hrách Ultimate používali pro zjišťování stavu klávesnice. Tato rutina byla optimalizovaná ve všech hrách od dob Knight Lore, ale tato optimalizace není ve hře Sabre Wulf. Podle pořadí, v jakém Tim Stamper uvedl vývoj hry Sabre Wulf by se ale dalo předpokládat, že ji bude obsahovat..

## Přijetí
Knight Lore se v době vydání setkal s nebývale pozitivním přijetím herních časopisů. Amstrad Action popisoval hru jako „úžasně originální koncept“ a chválil návykovou hru s tím, že je to „bezpochyby jedna ze tří nejlepších her pro Amstrad.“ Crash byl stejně nadšený: „neuvěřitelné a zábavné… prostě skvělá hra“ a animaci popisoval jako „ohromná od nejmenších detailů až po samotného Sabremana“. Your Sinclair hru nazval „jedna z nejdůležitějších (a nejlepších) her vyrobených pro Speccy.“

### Retrospektivní hodnocení
Hra si dodneška udržela nedotčenou pověst a stále získává uznání jako jeden z nejdůležitějších a nejpokročilejších titulů své doby. GamesTM ji vyzdvihoval jako „klíčovou“ a „revoluční“, Adam Norton z časopisu GamesMaster napsal: „tato lehce záhadná plošinová adventura definovala izometrické hry podobně jako Super Mario 64 definoval 3D.“ Časopis X360 prohlásil Knight Lore za „jednu z nejúspěšnějších a nejinspirativnějších her všech dob,“ a Edge ji označil za „největší průlom v historii počítačových her.“

## Konverze
- Martin K. převedl hru ze Sinclair ZX Spectrum na Sharp MZ-800 v roce 1989 v černobílé kvalitě.
- V roce 2008 převedl Krzysztof Dudek alias XXL verzi pro Atari XL/XE. Hru převedl z BBC Micro, úvodní obrazovku ve vysokém rozlišení převedl z verze pro ZX Spectrum a obarvil ji programem G2F.
- Vyvíjí se remake hry Archivováno 20. 8. 2008 na Wayback Machine. na Retrospec.
- Přestože Ultimate Play The Game publikovali především na evropský trh, Knight Lore se dostal i k japonským hráčům v konverzi pro Famicom Disk System. Detaily této konverze nejsou známé, firma Jaleco ji vydala 19. prosince 1986.
- Manuel Pazos a Daniel Celemín vyrobili verzi pro MSX2 v roce 2009, zároveň přidali mapu, animaci pochodní a různé palety pro den a noc. Video Knight Lore pro MSX2